# Ла-Эт
Ла-Эт (фр. La Heutte) — бывшая коммуна в Швейцарии, в кантоне Берн. 
До 2009 года входила в состав округа Куртелари, с 2010 года — в округ Бернская Юра. 1 января 2015 года объединена с коммуной Пери в новую коммуну Пери-Ла-Эт.
Население составляет 506 человек (на 31 декабря 2006 года). Официальный код — 0436.